# Circonscription de Guyu Genet
La circonscription de Guyu Genet est une des 177 circonscriptions législatives de l'État fédéré Oromia, elle se situe dans la Zone Ouest Wellega. Son représentant actuel est Abdeta Yadeta Wayesa.